# Das Spinnennetz (1989)
Das Spinnennetz ist ein deutscher Spielfilm aus dem Jahre 1989 von Bernhard Wicki. Es ist die Filmadaption des Fortsetzungsromans Das Spinnennetz von Joseph Roth. Die Uraufführung des Filmes fand am 9. Mai 1989 im Rahmen der Internationalen Filmfestspiele von Cannes statt.

## Handlung
Der Film beginnt mit der Novemberrevolution 1918, als in Kiel meuternde Marinesoldaten von kaisertreuen Soldaten aufgehalten werden sollen. Leutnant Theodor Lohse (Ulrich Mühe) erteilt Schießbefehl; noch bevor es dazu kommt, wird Lohse von einem Bajonettstich verwundet. Die Revolution von 1918 ist nicht mehr aufzuhalten.
Berlin, Sommer 1923: Nach dem Untergang des Deutschen Kaiserreichs musste Theodor Lohse seine Militärkarriere aufgeben und studiert Jura. Das dringend nötige Geld verdient er sich als Hauslehrer beim jüdischen Bankier Efrussi. Im Hause des Bankiers lernt er den Baron von Rastchuk kennen, der Lohse zu einer nationalen Veranstaltung mitnimmt. Bei dieser Bootstaufe am Wannsee ist auch Prinz Heinrich anwesend, ein früherer Kommandeur von Lohses Einheit. Lohse wird von Prinz Heinrich zu einem Herrenabend zu zweit eingeladen und verbringt, von diesem massiv sexuell bedrängt, aus Opportunismus die Nacht mit dem Prinzen und hofft am nächsten Morgen zur Reichswehr protegiert zu werden. Prinz Heinrich vermittelt ihn stattdessen zu einer rechtsextremen Geheimorganisation (vergleichbar Organisation Consul), deren Chef ebenfalls Baron Rastchuk ist.
Lohse wird Spion für die Organisation, und mit beispiellosem, unerbittlichem Opportunismus und Skrupellosigkeit soll er eine kommunistische Künstler- und Anarchistengruppe um den Kunstmaler Klaften auskundschaften und zerschlagen. Teil dieser kommunistischen Gruppe ist auch Benjamin Lenz (Klaus Maria Brandauer), ein Jude, der sowohl als Polizei-Informant arbeitet als auch mit Informationen an linke wie rechte Gruppierungen sein Geld verdient. Als die kommunistische Gruppe die Berliner Siegessäule sprengen will, ist es Lenz, der das verhindert; die Gruppe wird von der Polizei verhaftet. Theodor Lohse hat trotz seines Antisemitismus inzwischen ein Verhältnis mit der schönen Bankiersgattin Rahel Efrussi begonnen. Bei einem Ernteeinsatz in Ostelbien macht Lohse die Bekanntschaft der aus einer einflussreichen Familie stammenden Else von Schlieffen, die seine künftige Braut wird.
Lohse schlägt sehr brutal einen Streik von polnischen Landarbeitern nieder und wird dafür von der Hugenberg-Presse überschwänglich gelobt. Als Belohnung wird er ins preußische Innenministerium protegiert. Zuvor hat er sich seines alten Schulfreundes Günter entledigt, der über seine Affäre mit Rahel Efrussi Bescheid wusste. Beim Pogrom gegen Juden im Berliner Scheunenviertel kommt es zu unkontrollierten Gewaltaktionen sowie zu Raub und Plünderungen. Benjamin Lenz macht Lohse für diese Aktion verantwortlich und will diesen zum Selbstmord durch einen Sprung aus dem Fenster zwingen, lässt dann jedoch aus Mitleid von dem völlig zusammengebrochenen Lohse ab. Lenz erpresst Lohse wegen des Mordes an Günter und wird schließlich von Schergen Lohses ermordet, indem sie Lenz vor einen herannahenden Zug werfen.
Der Film endet im November 1923, als Lohse und Rastschuk auf einem Fest der Konservativen und Monarchisten vom Hitlerputsch erfahren. Lohse, wie immer ganz Opportunist, ist bereits Parteimitglied der NSDAP.

## Hintergrund
Vor dem Hintergrund des Inflationsjahres 1923 zeigt der Film in ausführlicher und detailgenauer Weise die unterschiedlichen Lebenswelten in Berlin: das großbürgerliche Milieu im Hause des Bankiers Efrussi, das kleinbürgerliche Milieu der Familie Lohse, das linke Künstler- und Intellektuellenmilieu, das jüdische Scheunenviertel und das adelige ostelbische Großgrundbesitzermilieu.
Der Arbeitsausschuss der FSK gab den Film ab 16 Jahren frei, wogegen eine Minderheit Einspruch erhob mit dem Ziel einer Freigabe ab 18 Jahren. Zur Prüfung im Hauptausschuss am 4. August 1989 war Bernhard Wicki persönlich anwesend. Der Hauptausschuss bestätigte die Freigabe ab 16. Die Prüfer gaben „Statements eines überaus beeindruckenden Kunsterlebnisses und ungeheurer emotionaler Betroffenheit“ zu Protokoll. Es handle sich um einen „hochmoralischen Film, ein Highlight in der Prüfpraxis der FSK“, weshalb „im Zweifelsfall angesichts des künstlerischen Niveaus der Prüfvorlage der Kunstvorbehalt gelte“.
Der Begriff „Kunstvorbehalt“ hatte sich nach Meinung der FSK für filmische Kunstwerke etabliert, für die andere Grenzen des Zeigbaren gelten sollten.

## Kritiken
„…Wickis Film erzählt die Geschichte einer Karriere in kräftigen, zügigen Strichen. Gleichzeitig liegt in seinen Bildern eine gespenstische, theaterhafte Künstlichkeit, eine Kalkuliertheit, die noch aus nebensächlichsten Details Symbole werden lässt… Vielleicht hat Bernhard Wicki, der fast 70-jährige Außenseiter des deutschen Kinos, gar keinen historischen Film gedreht, sondern einen prophetischen.“

„…Abgesehen von seiner kolossalen Länge ist es ein wertvoller Film, der wahrscheinlich im spanischen Fernsehen ausgestrahlt wird, da TVE – neben anderen europäischen Fernsehanstalten – den Film coproduziert hat… Klaus Maria Brandauer, der gewöhnlich theatralisiert, gelingt mit einer relativ kleinen Rolle eine der besten Darstellungen seiner Laufbahn, wenn nicht sogar seine beste…“

„…Der Regisseur ist der sechzigjährige Bernhard Wicki, der mit professioneller Sorgfalt und einigen guten Ideen vorgegangen ist… DAS SPINNENNETZ ist zu einem Kolossalfilm geworden, der ins Kriminalistische, Erotische und Grausame abrutscht, die historischen und politischen Aspekte der in der Zeit der Weimarer Republik handelnden Erzählung jedoch nicht eingehender behandelt, sondern sich auf abgedroschene Weise darauf beschränkt, zu erläutern und zu beschreiben. Es handelt sich um wirklich gute Schauspieler, die Bauten und Kostüme sind hervorragend. Der Film hat alles, was er braucht, um im Showbusiness zu gefallen…“

„…Kurioserweise müsste zu diesen Entdeckungen eigentlich der siebzigjährige Bernhard Wicki gehören, dessen Joseph-Roth-Verfilmung DAS SPINNENNETZ in Kraft, Stilbewusstsein und auch in der Art, wie sich die Produktion darstellt, an die besten Jahre eines großen europäischen Erzählkinos anknüpft, als dürfe diese Tradition nicht vergessen oder aufgegeben werden…“

„Bernhard Wickis Spätwerk DAS SPINNENNETZ ist eine Meisterleistung. Die Sturzflut der betörenden Bilder (Kamera: Gerald Vadenbenderg), der Elan, mit dem Wicki das schicksalsträchtige Epos in Szene gesetzt hat, zeugen von der ungebrochenen Vitalität des Einzelgängers… Dieses Gespann im Zentrum des Films ist ein Exempel für die hohe Schule der Schauspielkunst. Ulrich Mühe als Lohse (der DDR-Darsteller ist eine große Entdeckung) und der Star Klaus Maria Brandauer als Lenz liefern sich Duelle von atemberaubender Präzision.“

„…Aber Wickis Inszenierung bleibt unerbittlich halbnah, glatt und distanziert, sie fasst die Hauptfigur mit spitzen Fingern an. Das ist Fernsehen: Man sitzt im Wohnzimmer und blickt auf wohnzimmergroße Räume, in denen ein Lehrstück behandelt wird. Um die historische Wahrheit zu begreifen, glaube ich, muss man näher an sie herangehen, mit dem Intellekt und der Emotion…“

„…In einem breiten Bilderbogen entwirft er anhand der Karriere eines typischen Mannes ohne Eigenschaften eine Zeitgeschichte der schrecklichsten Eigenschaften. Mit seinem bei uns einzigartigem Gespür für schauspielerische Präsenz geistert sein Blick zusammen mit der Hauptfigur durch alle Gesellschaftsklassen und Bewusstseinsschichten, sodass wie von selbst das Sittengemälde eines Volkes entsteht, das auf dem Weg in den moralischen Bankrott ist…“

## Auszeichnungen
- Der Film wurde 1989 auf den Internationalen Filmfestspielen von Cannes für die Goldene Palme nominiert.
- Bernhard Wicki, Regie und Götz Heymann, Szenenbild wurden im Jahre 1990 mit dem Filmband in Gold des Deutschen Filmpreises ausgezeichnet; in der Kategorie Bester Spielfilm gewann der Film das Filmband in Silber.
- In Deutschland gewann der Film außerdem den Gilde-Filmpreis in Gold.
- Die Filmbewertungsstelle Wiesbaden verlieh dem Film im September 1989 das Prädikat „wertvoll“.
- Bayerischer Filmpreis im Januar 1990

## Buchausgaben
- Erstausgabe postum mit einem Nachwort von Peter W. Jansen. Kiepenheuer & Witsch, Köln 1967.
- Joseph Roth: Das Spinnennetz. Roman. dtv, München 2004, ISBN 3-423-13171-3.